# Contea di Scott (Arkansas)
La contea di Scott, in inglese Scott County, è una contea dello Stato dell'Arkansas, negli Stati Uniti. La popolazione al censimento del 2000 era di 10 996 abitanti. Il capoluogo di contea è Waldron.

## Storia
La contea di Scott fu costituita nel 1829.